# Festival Palestino de Literatura
El Festival Palestino de Literatura (PalFest) (en árabe: احتفالية فلسطين للأدب‎; en inglés: Palestine Festival of Literature) es un festival literario anual que tiene lugar en distintas ciudades de Palestina. Fundado en el 2008, es hoy en día uno de los eventos literarios más importantes del país.

## Historia

### Fundación

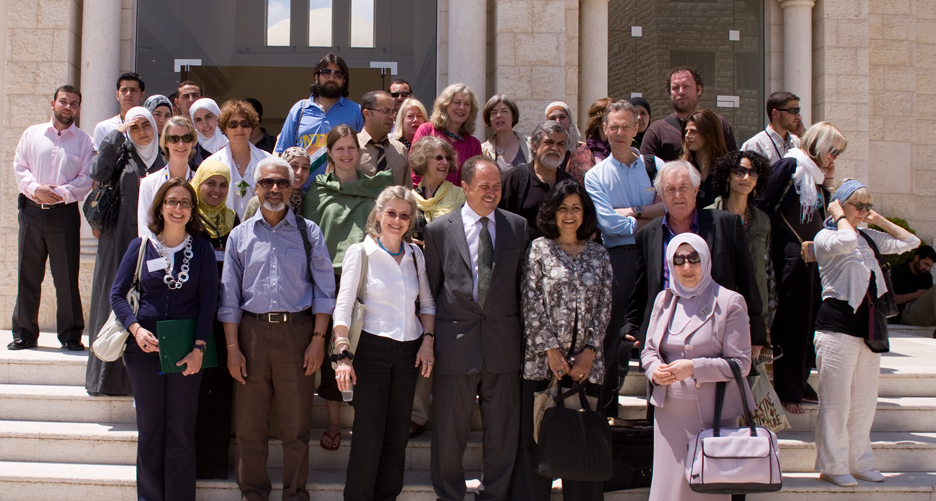
Ahdaf Soueif y otros participantes en el festival de 2009.

El festival fue fundado en el 2008 con la misión de afirmar "el poder de la cultura sobre la cultura del poder" y romper lo que consideran un asedio cultural contra Palestina. El fundador del festival es la novelista y comentarista político egipcia Ahdaf Soueif. 

### Festival de 2017
En 2017, con motivo de las diez primeras ediciones del festival, se publicó This Is Not a Border: Reportage & Reflection from the Palestine Festival of Literature, una antología del festival editada por Ahdaf Soueif y su hijo Omar Robert Hamilton. Se trata de una recopilación de ensayos, poemas y relatos de más de cuarenta destacados escritores del mundo entero que participaron en esta primera década del festival.
En aquella edición, los organizadores anunciaron que tomarían un descanso para evaluar la función y el futuro del festival. Debido al descanso, no tuvo lugar el festival de 2018.

### Festival de 2019
En 2019 el festival se relanzó con "un foco agudizado sobre cómo cultivar nueva literatura que aclara y enmarca las conexiones entre la colonización de Palestina y los crecientes sistemas de control y despojo alrededor del mundo".

### Festival de 2020
El festival de 2020 fue pospuesto a 2022 debido a la pandemia de COVID-19.

## Ubicación
Debido a las restricciones en la libertad de movimiento de palestinos dentro del país debido a la ocupación israelí sobre Palestina, el festival se traslada a distintas ciudades de Palestina para llegar a su audiencia. Los eventos del festival son gratuitos y son principalmente en árabe o en inglés. 
Normalmente el festival organiza eventos en las ciudades de Jerusalén, Ramala, Haifa y Nablus. Debido a que el acceso a la Franja de Gaza está muy restringida, se organizan menos eventos allí. Sin embargo, en 2012 el festival se organizó en exclusiva en Gaza, ya que se pudo presionar para lograr acceso a Rafah en Gaza desde Egipto.

## Restricciones y clausuras

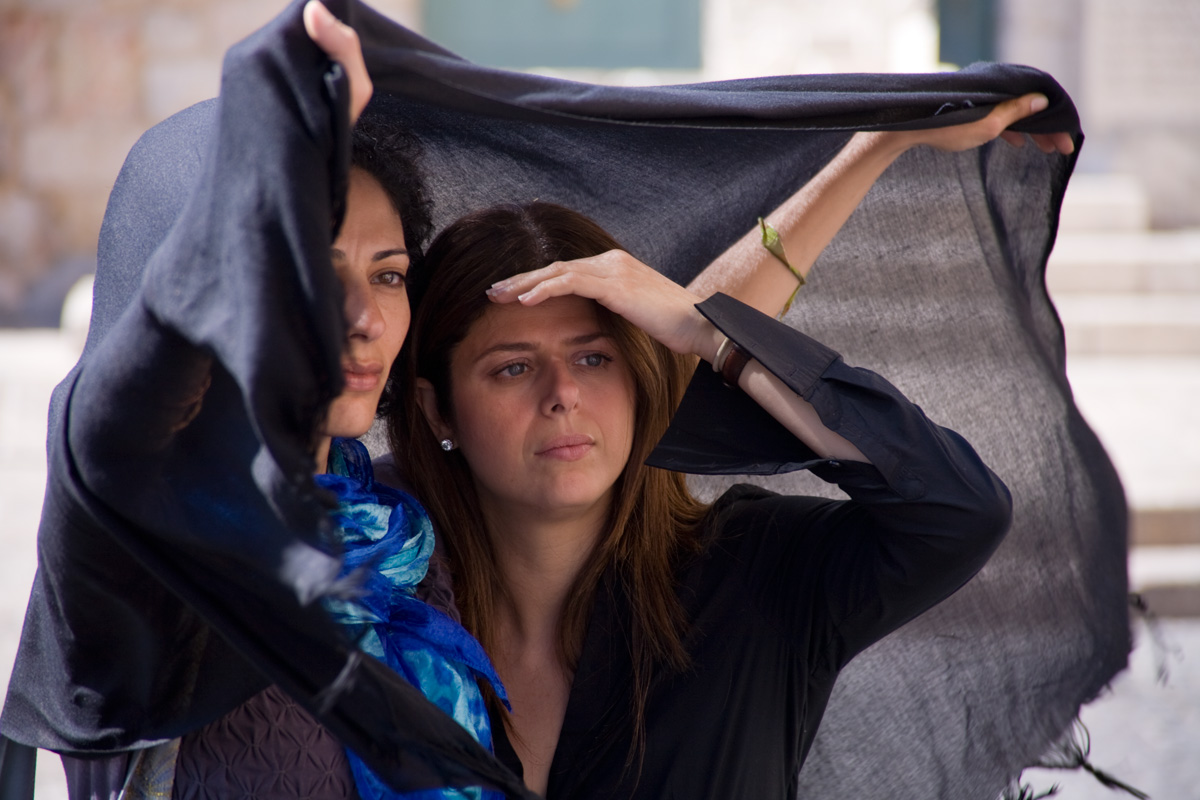
Las escritoras Suheir Hammad y Nathalie Handal negadas la entrada al festival en 2009.

- 2009: La policía israelí, por orden judicial, intentó cerrar la primera y última noche del festival, para impedir que el festival tuviera lugar, dado que la Autoridad Nacional Palestina estaba involucrada en el festival.[7][8][9][10] Sin embargo, ambas veces, el evento se pudo trasladar, al Instituto Cultural Francés para la primera noche y al British Council para la última noche.[11][12]
- 2011: Se lanzó gas lacrimógeno al local del festival en Silwan.[13]
- 2012: El evento de clausura del festival se cerró por la policía.[14]
- 2015: La policía de frontera israelí le negó la entrada al país a la participante del festival, la cineasta yemení Sara Ishaq, y le prohibió la entrada a Palestina durante cinco años.[15][16]
- 2016: La policía de frontera israelí impidió el acceso al festival a Ahmed Masoud, escritor y dramaturgo palestino, y académico del Reino Unido donde reside, por ser originario de la Franja de Gaza.[17][18]

- Aquel año la embajada de Israel en el Reino Unido le denegó el visado al poeta y dramaturgo nigeriano Inua Ellams, invitado por el festival, impidiéndole entrar en el país.[18]

## Patrocinadores y participantes

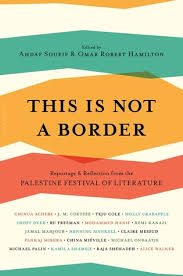
El libro Esto no es una frontera (This is Not a Border), reflexión sobre el Festival Palestino de Literatura (2017).

### Patrocinadores
Algunos patrocinadores del festival han sido Chinua Achebe, John Berger, Mahmoud Darwish, Seamus Heaney, Harold Pinter, Philip Pullman y Emma Thompson.

### Participantes
Más de 220 artistas internacionales y palestinos han participado en el festival como Michael Ondaatje, Alice Walker, Raja Shehadeh, J. M. Coetzee, Michael Palin, Suad Amiry, Henning Mankell, Taha Muhammad Ali, Geoff Dyer, Suheir Hammad, Claire Messud, Pankaj Mishra, Gary Younge y Richard Ford.

## Recepción
El escritor palestino Mahmoud Darwish envió un mensaje durante el festival inaugural en el que escribió: “Gracias queridos amigos por vuestra noble solidaridad, gracias por vuestro valiente gesto para romper el asedio moral que nos impacta y gracias porque estáis resistiendo la invitación a bailar sobre nuestras tumbas. Estamos aquí. Seguimos vivos”.
El escritor británico China Miéville dijo que el festival es "no sólo el más potente e importante festival literario que he tenido el privilegio en asistir, si no que es una de las cosas más potentes e importantes que he experimentado en mi vida, punto y aparte".

## Premios
- 2010: Ahdaf Soueif, Premio Mahmoud Darwish
- 2017: Premio de Festivales del Hay Festival
- 2019: Ahdaf Soueif, Premio de la Fundación Cultural Europea